# ALTQ
ALTQ — альтернативная платформа организации очередей для BSD. ALTQ обеспечивает организации очередей, и другие QoS методы. В основном это реализовано на BSD маршрутизаторах. ALTQ портирован на дистрибутивы FreeBSD, NetBSD, и интегрирован в PF пакетный фильтр OpenBSD.
ALTQ ставит пакеты в очереди с целью управления пропускной способностью. Этот планировщик определяет алгоритм, используемый для решения, какие пакеты будут задержаны, какие отброшены, а какие сразу переданы. Есть три планировщика, в настоящий момент поддерживаемые FreeBSD в реализации ALTQ:
- CBQ Class Based Queueing. Очереди, присоединенные к интерфейсу, создают дерево. Таким образом, у каждой очереди могут быть дальнейшие дочерние очереди. У каждой очереди могут быть приоритет и присвоенная пропускная способность. Приоритет, главным образом, управляет временем, за которое пакеты будут отосланы, в то время как другие будут ждать своей очереди. За счёт этого регулируется пропускная способность.
- PRIQ Priority Queueing. У этих очередей не может быть дочерних очередей. Каждой очереди присваивается уникальный приоритет, в пределах от 0 до 15. Пакеты с высшим номером имеют высший приоритет.
- HFSC Hierarchical Fair Service Curve. В родительской очереди определяется суммарная пропускная способность для всех очередей интерфейса. Указывается общая пропускная способность, предоставляемая провайдером и не зависящая от скорости сетевого интерфейса. В дочерней очереди эта директива определяет максимальную скорость передачи информации в битах, которая будет обработана очередью в любой момент.